# Leptolaena arenaria
Leptolaena arenaria là một loài thực vật có hoa trong họ Sarcolaenaceae. Loài này được (F.Gérard) Cavaco mô tả khoa học đầu tiên năm 1951.